# Montreal Saint-Hubert Longueuil Airport
Montreal Saint-Hubert Longueuil Airport is een vliegveld in het stadsdeel Saint-Hubert van de stad Longueuil, Quebec, 16 km ten oosten van het centrum van Montreal. Het vliegveld werd geopend op 1 november 1927. 
Het was de enige luchthaven van Montreal tot de opening van de luchthaven Dorval, later hernoemd tot de Montréal-Pierre Elliott Trudeau International Airport. De luchthaven wordt nu voornamelijk gebruikt voor private burgerluchtvaart. Met 149.641 vliegtuigbewegingen per jaar is het in dit opzicht een van de tien drukste luchthavens van Canada. 
Aansluitend op het luchthaventerrein is de Canadese fabriek van Pratt & Whitney, met 5000 werknemers een van de grootste werkgevers van de stad. Ook het hoofdkwartier van het Canadian Space Agency, het John H. Chapman Space Centre, grenst aan het vliegveld.
Op 27 februari 2023 maakte de beheerder bekend een nieuwe terminal te gaan bouwen in samenwerking met Porter Airlines. De terminal krijgt negen gates en een capaciteit van vier miljoen passagiers per jaar. De opening staat gepland voor 2025.